# Pseudopoecilia
Pseudopoecilia – rodzaj ryb karpieńcokształtnych z rodziny piękniczkowatych (Poeciliidae).

## Klasyfikacja
Gatunki zaliczane do tego rodzaju:
- Pseudopoecilia austrocolumbiana
- Pseudopoecilia festae
- Pseudopoecilia fria